# Psoidia pexicollis
Psoidia pexicollis är en skalbaggsart som beskrevs av Pierre Lesne 1912. Psoidia pexicollis ingår i släktet Psoidia och familjen kapuschongbaggar. Inga underarter finns listade i Catalogue of Life.